# All American Boys
All American Boys (Breaking Away) è un film del 1979 diretto da Peter Yates. Nel 1980 fu realizzato un prequel sotto forma di serie televisiva intitolata L'America in bicicletta.

## Trama
Il film è ambientato nella cittadina di Bloomington nell'Indiana. Quattro giovani amici, appena diplomati, sanno di non potersi iscrivere all'università a causa della loro estrazione sociale e passano le loro giornate tra un bagno in una cava riempita d'acqua che fa loro da piscina e altri vari espedienti.
Il protagonista, Dave, figlio di un ex tagliapietre, ha una particolare passione per la bicicletta e per tutto ciò che riguarda l'Italia, utilizza spesso delle espressioni italiane, adora la musica lirica ed arriva a fingersi di origine italiana per conquistare una ragazza, Kathy. Dave riceve però una forte delusione durante una gara di ciclismo in cui gareggia anche la famosa squadra italiana della Cinzano. In quest'occasione infatti gli italiani lo fanno andare fuori pista perché si era dimostrato più veloce di loro.
In seguito a questo evento decide di svelare la sua vera identità a Kathy, la quale, delusa, lo schiaffeggia e se ne va. A questo punto il protagonista perde qualunque interesse tanto per l'Italia quanto per la bici. A farlo ricredere sarà il padre, che lo aveva sempre considerato uno sfaccendato. Dave e gli altri amici decidono quindi d'iscriversi a una gara di ciclismo cittadina, la Little 500 che si tiene alla Indiana University, per tentare di battere la squadra degli studenti universitari e ci riescono. Dave alla fine riuscirà addirittura a iscriversi al college.

## Riconoscimenti
- 1980 - Premio Oscar
  - Migliore sceneggiatura originale a Steve Tesich
  - Candidatura Miglior film a Peter Yates
  - Candidatura Migliore regia a Peter Yates
  - Candidatura Miglior attrice non protagonista a Barbara Barrie
  - Candidatura Miglior colonna sonora a Patrick Williams
- 1980 - Golden Globe
  - Miglior film commedia o musicale
  - Candidatura Migliore regia a Peter Yates
  - Candidatura Miglior attore debuttante a Dennis Christopher
  - Candidatura Migliore sceneggiatura a Steve Tesich
- 1980 - Premio BAFTA
  - Miglior attore debuttante a Dennis Christopher
- 1979 - National Board of Review Award
  - Migliori dieci film
  - Miglior attore non protagonista a Paul Dooley
- 1979 - New York Film Critics Circle Award
  - Migliore sceneggiatura a Steve Tesich